# Asota queenslandica
Asota queenslandica är en fjärilsart som beskrevs av Rothschild 1897. Asota queenslandica ingår i släktet Asota och familjen nattflyn. Inga underarter finns listade i Catalogue of Life.